# Велика Бресница
Велика Бресница је насеље у Србији у општини Кучево у Браничевском округу. Према попису из 2022. било је 154 становника.

## Демографија
У насељу Велика Бресница живи 227 пунолетних становника, а просечна старост становништва износи 44,2 година (41,2 код мушкараца и 46,7 код жена). У насељу има 76 домаћинстава, а просечан број чланова по домаћинству је 3,70.
Ово насеље је великим делом насељено Србима (према попису из 2002. године), а у последња три пописа, примећен је пад у броју становника.
|  |

| Демографија | Демографија | Демографија |
| Година      | Становника  | Становника  |
| ----------- | ----------- | ----------- |
| 1948.       | 460         |             |
| 1953.       | 474         |             |
| 1961.       | 480         |             |
| 1971.       | 428         |             |
| 1981.       | 425         |             |
| 1991.       | 383         | 317         |
| 2002.       | 281         | 357         |
| 2011.       | 235         |             |

| Етнички састав према попису из 2002.‍ | Етнички састав према попису из 2002.‍ | Етнички састав према попису из 2002.‍ | Етнички састав према попису из 2002.‍ | Етнички састав према попису из 2002.‍ |
| ------------------------------------ | ------------------------------------ | ------------------------------------ | ------------------------------------ | ------------------------------------ |
|                                      |                                      |                                      |                                      |                                      |
| Срби                                 | Срби                                 |                                      | 280                                  | 99,64%                               |
| непознато                            | непознато                            |                                      | 1                                    | 0,35%                                |

| Година пописа     | 1948. | 1953. | 1961. | 1971. | 1981. | 1991. | 2002. |
| ----------------- | ----- | ----- | ----- | ----- | ----- | ----- | ----- |
| Број домаћинстава | 100   | 101   | 101   | 96    | 84    | 79    | 76    |

| Број чланова      | 1  | 2  | 3 | 4 | 5  | 6 | 7 | 8 | 9 | 10 и више | Просек |
| ----------------- | -- | -- | - | - | -- | - | - | - | - | --------- | ------ |
| Број домаћинстава | 17 | 14 | 7 | 8 | 11 | 8 | 8 | 3 | 0 | 0         | 3,70   |

| Пол    | Укупно | Неожењен/Неудата | Ожењен/Удата | Удовац/Удовица | Разведен/Разведена | Непознато |
| ------ | ------ | ---------------- | ------------ | -------------- | ------------------ | --------- |
| Мушки  | 104    | 18               | 77           | 7              | 2                  | 0         |
| Женски | 134    | 17               | 77           | 34             | 6                  | 0         |
| УКУПНО | 238    | 35               | 154          | 41             | 8                  | 0         |

| Пол    | Укупно                    | Пољопривреда, лов и шумарство | Рибарство                            | Вађење руде и камена | Прерађивачка индустрија       |
| ------ | ------------------------- | ----------------------------- | ------------------------------------ | -------------------- | ----------------------------- |
| Мушки  | 63                        | 28                            | 0                                    | 0                    | 12                            |
| Женски | 36                        | 24                            | 0                                    | 0                    | 1                             |
| УКУПНО | 99                        | 52                            | 0                                    | 0                    | 13                            |
| Пол    | Производња и снабдевање   | Грађевинарство                | Трговина                             | Хотели и ресторани   | Саобраћај, складиштење и везе |
| Мушки  | 1                         | 4                             | 9                                    | 0                    | 1                             |
| Женски | 0                         | 0                             | 7                                    | 0                    | 0                             |
| УКУПНО | 1                         | 4                             | 16                                   | 0                    | 1                             |
| Пол    | Финансијско посредовање   | Некретнине                    | Државна управа и одбрана             | Образовање           | Здравствени и социјални рад   |
| Мушки  | 0                         | 3                             | 0                                    | 1                    | 1                             |
| Женски | 0                         | 0                             | 0                                    | 1                    | 3                             |
| УКУПНО | 0                         | 3                             | 0                                    | 2                    | 4                             |
| Пол    | Остале услужне активности | Приватна домаћинства          | Екстериторијалне организације и тела | Непознато            | Непознато                     |
| Мушки  | 0                         | 0                             | 0                                    | 3                    | 3                             |
| Женски | 0                         | 0                             | 0                                    | 0                    | 0                             |
| УКУПНО | 0                         | 0                             | 0                                    | 3                    | 3                             |